# 根本貴美子
根本 貴美子（ねもと きみこ、1974年10月7日 - ）は、福島県出身の女優。身長162cm。体重47kg。IARAを経て、グルーに所属。

## 出演

### テレビドラマ
- 赤い霊柩車シリーズ11 - 川口アケミ
- ウルトラマンティガ 第15話「幻の疾走」（1996年） - スチュワーデス 役
- オルファトグラフ - 司会者
- 櫂
- Wの悲劇
- 中学生日記 - 堀の妻
- 天花 - 看護師
- ドーラク弁護士 - 杉下聡子
- 特命係長 只野仁スペシャル - 看護婦
- 十津川警部シリーズ13
- 任侠ヘルパー
- はたち-1982年に生まれて-
- 母親失格 - 拓郎の母
- はみだし刑事情熱系クリスマススペシャル - フロント係
- ひまわり〜夏目雅子27年の生涯と母の愛〜 - 司会者
- 夫婦。 - 看護師
- 風林火山 - 侍女
- ブラックジャックによろしく - 看護婦
- 世にも奇妙な物語
- リアル・クローズ

### 舞台
- 青い鳥
- 悲しき天使
- 黄色いシャツをあの人に…選挙戦線異状なし
- さよならHEAVEN

### CM
- au by KDDI
- 天然にがりウォーター
- 富士通サポート&サービス

### ラジオ
- あの音
- イーシャの舟
- イカロスの誕生日
- エンジェル

### その他
- 摩訶不思議 通販大王（アシスタント）